# ワルサーMP
ワルサーMP（ドイツ語：Walther MP）は、ワルサー社が設計した短機関銃である。長銃身モデルのMPLと短銃身モデルのMPKの2種が存在する。LとKはそれぞれドイツ語で長（Lang）、短（Kurz）を意味する。

## 概要

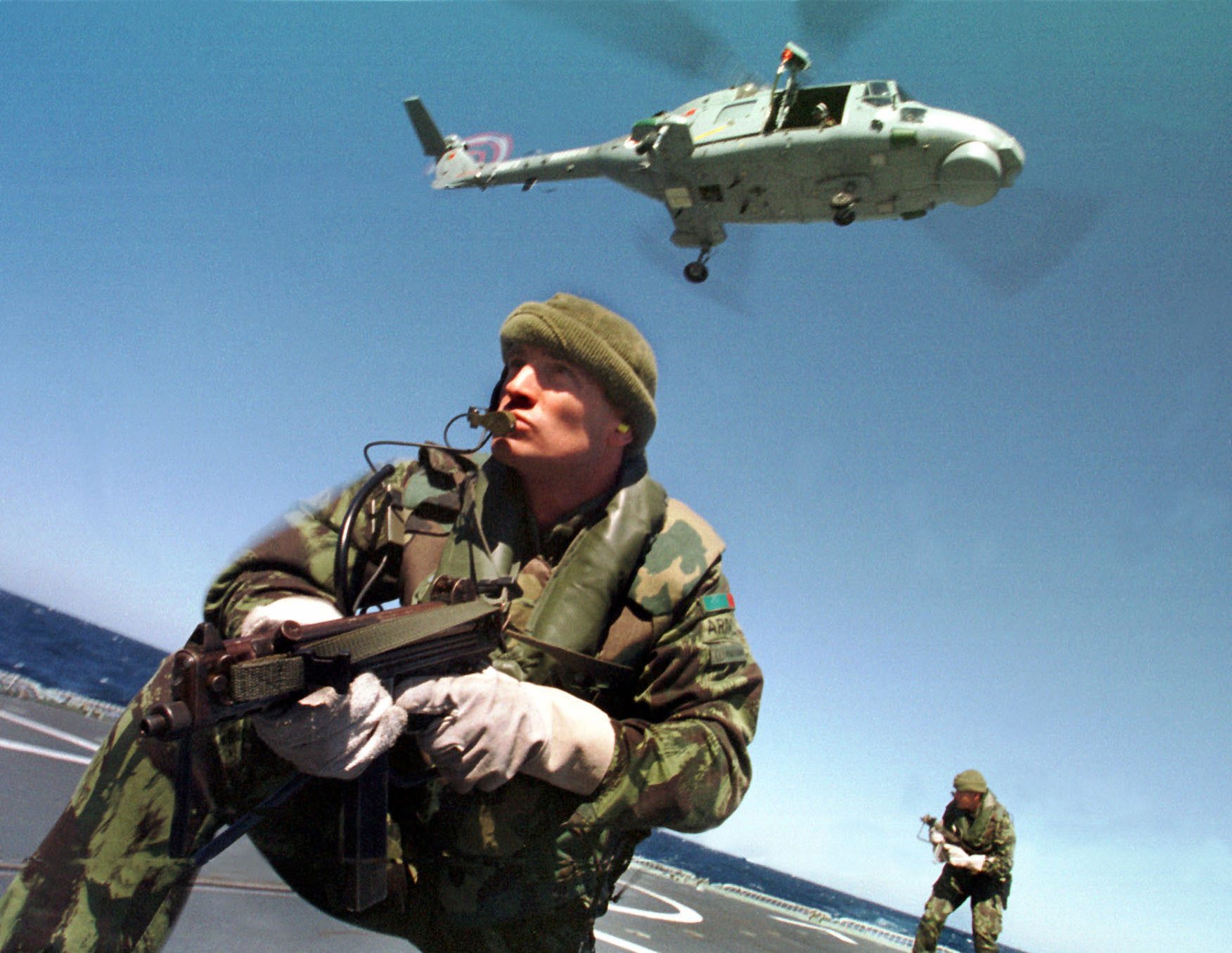
ワルサーMPLを構えるポルトガル海軍の兵士（1998年）

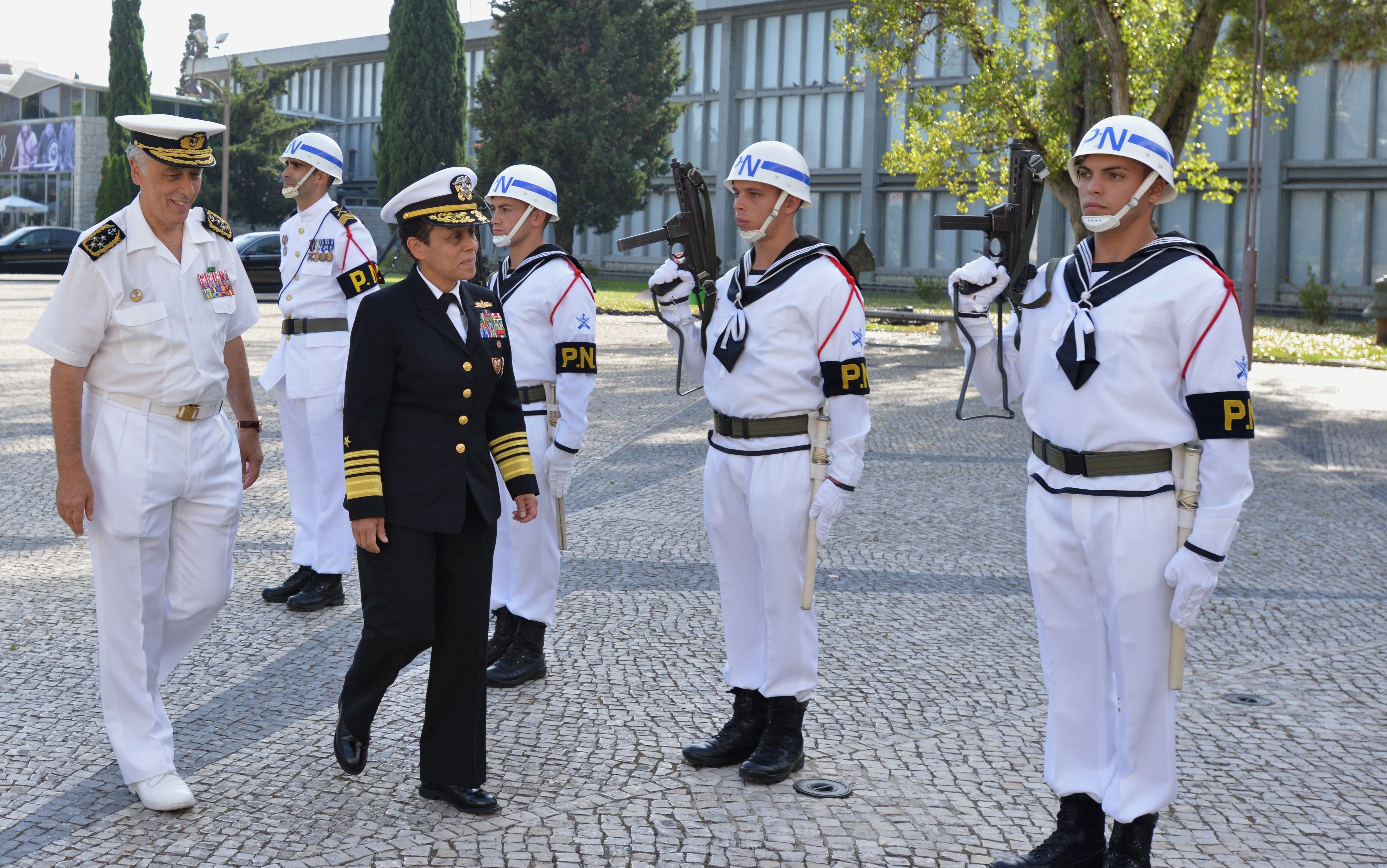
閲兵を受けるポルトガル海軍憲兵。ワルサーMPKを手にしている（2017年）

1950年代末、西ドイツにおける軍および警察の再武装計画に合わせ、ワルサー社では短機関銃の設計に着手した。この新型短機関銃がワルサーMPL/Kとなり、1963年から量産が始まった。
ワルサーMPは軽量かつ高い生産性を誇る短機関銃である。主要部分はプレス成形された薄いスチール板で構成され、銃の右側面に折り畳める銃床は鉄パイプを折り曲げた軽量なものとなっている。また、重心を前方に置いたL型ボルトを組み込むことで全長を抑えている。このボルトはブローバック方式で作動し、射撃はオープンボルトの状態から行われる。コッキングハンドルはボルトと連結していないので、射撃中は前進位置に留まったままとなる。安全装置を兼ねた3点式（安全・単発・連発）のセレクターレバーは銃の左右どちらからでも操作することができる。弾倉はスウェーデン製カールグスタフm/45用弾倉を参考に設計された。銃身先端の固定ナットを緩めると、銃身をレシーバーから抜き出すことができる。弾倉が挿入されボルトが前進した状態の銃を落としたような場合に、衝撃でボルトが後退して暴発事故を起こすことを予防するため、不完全後退したボルトをストローク途中で固定する安全シアが装備されている。前後の照準器は上下二段式になっており、上段が視野が広い溝形のオープンサイト、下段が精密射撃用のピープサイトである。
1964年、ワルサー社は戦後ドイツの企業としては初めて消音器に関する特別の許可を得て、ワルサーP38ピストルおよびワルサーMP用の消音器を設計した。西ドイツの諜報機関で使用されたほか、在独米軍の特殊部隊でも使用されたとも言われている。ただし、ワルサーMPは機械的な動作音が非常に大きく、静粛性は限られていた。消音器を取り付け、亜音速弾を射撃する音を5m離れた位置から測定するテストでは、ピーク値で116-118デシベル程度が計測された。
西ドイツでは、1955年から開始された西ドイツ連邦軍の制式短機関銃トライアルにワルサー社の試作銃が提出されており、これがMPの原型と推測する資料もあるが、どのようなものだったのかは判然としていない。このトライアルでは1959年にいったんカールグスタフ m/45が採用決定したが、直後に覆りUZIが採用される結果となり、ワルサーの試作銃は不採用であった。
その後西ドイツ海軍がMPLを採用したほか、いくつかの警察機関がMPLおよびMPKを採用している。1972年のミュンヘンオリンピック事件では、対応にあたったミュンヘンの地元警察によりMPLが使用された。ただし、この時に出動した警察官の大部分はパトロール巡査としての訓練しか受けておらず、MPLの使用経験もほとんど無かったという。事件後に新設された対テロ特殊部隊GSG-9では、ワルサーMPではなくH&K社製MP5が制式短機関銃として採用された。これをきっかけにMP5の普及が進み、一方のワルサーMPは徐々に姿を消していった。
そのほか、諸外国に対する輸出も行われた。ブラジル、コロンビア、ベネズエラなど、多くの国では軽量小型なMPKのみを採用していた。アメリカ合衆国でも特殊部隊向け短機関銃としてワルサーMPが用いられた。ベトナム戦争中にはNavy SEALs（海軍特殊部隊）が使用したほか、グリーンベレー（陸軍特殊部隊）が実施したアイボリー・コースト作戦でも用いられたと言われている。デルタフォースではM3サブマシンガンからMP5への装備移行期にワルサーMPが使用されていた。
結局、輸出を含めても売上は振るわず、1983年には製造が中止された。最終的な生産数は27,000丁ほどだった。

## 主な採用国
- 西ドイツ - 西ドイツ海軍、一部の州警察[1]
- ブラジル[2]
- コロンビア[2]
- メキシコ - メキシコ海軍[2][5]
- ベネズエラ[2]
- アメリカ合衆国 - 一部の軍特殊部隊[3]
- ポルトガル[3]
- 南アフリカ共和国[3]